# جبهة المغيرين الإسلاميين الشرقيين
جبهة المغيرين الإسلاميين الشرقيين العظمى (بالتركية: İslami Büyükdoğu Akıncılar Cephesi، المعروفة اختصار İBDA-C) هي منظمة إسلامية متشددة تتبع إيديولوجية الشرق الكبير (بالتركية: "Büyük Doğu") المنسوبة لنسيب فاضل قيصاكورك (1904-1983) وهو كاتب تركي معروف وشاعر وذو أيديولوجية إسلاموية. هدف المجموعة المعلن هو إنشاء دولة إسلامية اتحادية سنية في الشرق الأوسط وإعادة تأسيس الخلافة. إنهم معادون بشكل خاص للمصالح الشيعية والعلاهية والمسيحية واليهودية. تحمل المنظمة إرثها المؤيد للإسلاموية بتطرف حديث يرغب في إعادة الحكم الديني إلى تركيا التي تجد المجموعة أن حكومتها «غير شرعية» مع استعداد إضافي لارتكاب أعمال إرهابية.
تزعم المنظمة ارتكاب هجمات التي يعتقد معظم الخبراء أنها تتجاوز قدراتها، مثل هجمات نوفمبر 2003 ويوليو 2008 على المصالح الدبلوماسية والتجارية والدينية في إسطنبول. على هذا النحو، يظل تعيينها مع حكومة الولايات المتحدة بمثابة «مجموعة إرهابية أخرى» بدلًا من الجماعات الأكثر تنظيمًا وتمويلًا والتي تم تصنيفها على أنها «منظمات إرهابية أجنبية معيّنة» رسمية.

## التاريخ
تأسست منظمة المغيرين في عام 1970 على يد صالح عزت إرديس، المعروف باسم صالح ميرزابي أوغلو. انتقلت المجموعة من الخطاب إلى العنف في التسعينيات، وبلغت ذروتها في سلسلة من 90 تفجيرًا وهجوم في عام 1994.
تم القبض على صالح عزت إرديش، وهو تابع روحي لقيصاكورك، في 31 ديسمبر 1998، وحُكم عليه بالإعدام في أبريل 2001 «لمحاولته الإطاحة بالدولة العلمانية التركية بالقوة». أكد محاميه، أحمد أرسلان، أن موكله لم يكن أكثر من «رجل مُفكر»، زاعمًا وجود نقص في الأدلة الملموسة التي تدعم التهم. تم تخفيف الحكم بالإعدام على إرديش فيما بعد عندما ألغت أنقرة عقوبة الإعدام في أغسطس 2002.
في أغسطس 2003، أعلن إرديش مسؤوليته عن جرائمه ونسب أفعاله إلى «السيطرة على العقل»، وطلب المساعدة من معهد الطب الشرعي في تركيا. في مارس 2004، حكمت محكمة تركية على إرديش بالسجن لمدة 20 عامًا لاستخدام المتفجرات والأسلحة اليدوية في أعمال شغب ضد السلطات في سجن ميتريس.
بعد سجن إرديش واصلت المنظمة أنشطتها، حيث كانت نشطة للغاية في منطقة إسطنبول، فقد هاجمت الحانات والمراقص والكنائس. لا يعمل أعضائها تحت أي بنية هرمية محددة، ويقومون بأعمال في مجموعات مستقلة صغيرة متحدة وراء أهدافهم وأيديولوجياتهم المشتركة.

## العقيدة
تضم جبهة المغيرين الإسلاميين الشرقيين جهاديين سنة أتراك، وهي تنظر إلى النظام الحكومي العلماني في تركيا على أنه «غير قانوني»، حيث ترغب في تدمير الدولة العلمانية والنظام الدستوري واستبداله بالحكم والقانون الديني، ابتداءً من تركيا ثم في جميع أنحاء العالم. واصلت المجموعة التأكيد على هذه الأهداف من خلال إلحاق الإرهاب المسلح بالأهداف المدنية في المقام الأول. للمنظمة علاقات أيديولوجية مع القاعدة.
دعا نجيب فاضل قيصاكورك، الذي استعارت المنظمة أيديولوجيته الأساسية، إلى العودة إلى «القيم الإسلامية الخالصة» واستعادة الخلافة الإسلامية العالمية في العالم الإسلامي. كان نظام تفكيره، المسمى بويوك دوو، إيديولوجيةً استبدادية وعدت بتقريب المسلمين من النجاح والخلاص، مع الفكرة المركزية المتمثلة في أن الحقيقة لا يمكن الوصول إليها إلا من خلال ممارسة الإسلام. كما جادل بأن الطبيعة العلمانية لتركيا كانت مسؤولة عن عجز الدولة عن درء ما اعتبره إمبريالية غربية. لقد اُعتبر قيصاكورك رائد «المجتمع الإسلامي المثالي» من قبل مؤسسي المنظمة.
وفّرت تفجيرات إسطنبول عام 2003 أقوى تأثير للعلاقات بين المنظمة والقاعدة، مع أن الطبيعة الدقيقة لتعاونهما ما زالت غير واضحة. ربما تكون القاعدة قد تصرفت فقط باعتبارها قاعدة دعم خارجية، أو ربما بالترادف معها من حيث التخطيط والتنفيذ. ومن جهة أخرى، يؤكد البعض أن المنظمة لم يكن لها أي دور على الإطلاق؛ نسبت التقارير الواردة من وسائل الإعلام التركية فقط الفعل لتنظيم القاعدة في الهجمات، مما يعني أن المنظمة لم يكن لديها وسائل للقيام بمثل هذا العمل الإرهابي المتطور. في الواقع، لم تُظهر المنظمة أي استعداد لممارسة الإرهاب الانتحاري قبل نوفمبر 2003. وبغض النظر عما إذا كان قد شاركت بفعالية في هذه الهجمات الخاصة أم لا، فإن الاهتمام الذي تلقته المنظمة زوّدها بمستوى عالٍ من العار الدولي، حيث لم تكن معروفة من قبل على المستوى العالمي.
ومع أهداف القاعدة المتشابهة ومكانتها المتفوقة كمنظمة إرهابية دولية، فإن المنظمة تعتبر نفسها حركة إحياء إسلامية أساسية يجب أن يكرس الآخرين مواردهم لها. وبالإضافة إلى ارتكاب هجمات إرهابية، فإنها تنتج أيضًا أدبًا دعائيًا تم طرحه في المكتبات وعلى الإنترنت، والذي له القدرة على جذب أعضاء جدد، بما في ذلك أعضاء من دول أخرى.
في ديسمبر 2003، ذكرت صحيفة دير شبيغل الألمانية أن المجموعة يمكنها الاعتماد على ما يصل إلى 600 مؤيد في ألمانيا. وفي تقرير آخر بخصوص المؤيدون الألمان المحتملون، قال عامل سكة حديد تركي عن تفجيرات إسطنبول: «إسطنبول لم تكن شيئًا. لم تأت الملحمة الكبرى بعد». ومع أنه يُعتقد أن لها مؤيدين في جميع أنحاء أوروبا الغربية، إلا أن المنظمة لم تقم بأي هجمات إرهابية كبيرة هناك منذ أعمالهم المزعومة في إسطنبول. عدد المؤيدين المتطرفين المشاركين بنشاط في مؤامراتها الإرهابية غير معروف، لكن يُعتقد أنه ضئيل.
حافظت المنظمة على هدوء نسبي في عام 2004، مع أن سبعة من أعضاء المجموعة قد اتُهموا في يونيو بتهمة قتل قائد طائفة تركية هو العقيد إحسان غوفين وزوجته. يقال إن بوراك شيليلي، أحد المدعى عليهم، قد وصف غوفين بازدراء في أدبيات المنظمة، حيث وصفه بأنه «منحرف» و«متعاطف مع اليهود» و«مؤيد لأميركا». يبدو أن المتهمين غاضبين من أن الصحف لم تُبلغ عن الجريمة على الفور، زاعمين أن لديهم خططًا لمهاجمة مضيف برنامج تلفزيوني وكاتب عمود يدعى سافاش آي من أجل زيادة الدعاية لتنظيمهم.
إنها ليست منظمة يجب الاستخفاف بها، لكن ربما يمكن القول أن لها مستقبلًا مشكوكًا فيه، حيث يبقى زعيمها إرديش، في السجن، وليس لديها بنية هرمية محددة بوضوح. وعلى نفس المنوال، فإن الافتقار إلى مركزية منظمة يجعل المجموعة أكثر مراوغة ويُصعب القضاء عليها، مثل تنظيم القاعدة. ستمثل المنظمة تهديدًا إذا كانت حافظت على مجالات الدعم الخارجية، خاصة من المنظمات الإرهابية الأخرى مثل القاعدة.
بعد إلقاء القبض على إرديش وإدانته اللاحقة في 29 ديسمبر 1998، واحتجاز العديد من الشخصيات الأدنى رتبة في المجموعة، بدا نشاط المنظمة يهدأ. ومع ذلك، فقد ظهرت في عناوين الصحف عندما زَعمت في 15 نوفمبر 2003 مسؤوليتها عن تفجير الكنيس المزدوج في إسطنبول، والذي أسفر عن مقتل 24 شخصًا وإصابة 255 آخرين، بالإضافة إلى هجوم لاحق على بنك HSBC والقنصلية البريطانية في 20 نوفمبر 2003 (انظر تفجيرات إسطنبول). الزعم الثاني حين وصفت التفجيرات بأنها هجوم مشترك مع القاعدة متنازع عليه.
في 29 نوفمبر، أعلنت الشرطة في إسطنبول اعتقال رجل لم يُكشف عن اسمه ذكروا اعترافه بإعطاء أمر إلى انتحاريين لمهاجمة كنيس كنيس بيت إسرائيل في 15 نوفمبر.

## التصنيف كمنظمة إرهابية
تم إدراج المنظمة ضمن 12 منظمة إرهابية نشطة في تركيا اعتبارًا من عام 2007 وفقًا لإدارة مكافحة الإرهاب والعمليات التابعة للمديرية العامة للأمن (الشرطة التركية). في ديسمبر 2001، صُنفت «منظمةً غير قانونية» من قبل الجمهورية التركية لشمال قبرص.
كما أنها واحدة من المجموعات والكيانات الـ48 التي طبق عليها الموقف المشترك من الاتحاد الأوروبي 2001/931 / CFSP بشأن تطبيق تدابير محددة لمكافحة الإرهاب. في أبريل 2003، صنفت وزارة الخارجية الأمريكية المجموعة «جماعةً إرهابية» في تقريرها السنوي عن أنماط الإرهاب العالمي.

## الموارد البشرية
وفقًا للمعلومات التي قدمها برنامج موارد الاستخبارات التابع لاتحاد العلماء الأمريكيين بناءً على أنماط الإرهاب العالمي لعام 2003، فإن قوة المنظمة من حيث الموارد البشرية لا تزال غير معروفة.
دراسة أجرتها إدارة مكافحة الإرهاب والعمليات بالمديرية العامة للأمن على عينة من ملفات أشخاص أدينوا بأنهم إرهابيون بموجب القوانين التركية بما في ذلك 200 مسلح من المنظمة والمنظمات الأربع الإسلامية الأخرى النشطة حاليًا (انظر المرجع 1) كشفت أن 2.5% من الأعضاء تتراوح أعمارهم بين 10 و 14 سنة، و72.5% من 15 إلى 24، و17% من 25 إلى 29، و6% من 30 إلى 34، و2% من 35 إلى 64. يشكل خريجو الجامعات 22.5% من الأعضاء، وخريجي المدارس الثانوية 40%، وخريجي المدارس الثانوية 14%، وخريجي المدارس الابتدائية 19%، وغير المتعلمين من الخريجين 2.5% والأميين 1.5%.